# Giuseppe Cei (vescovo)
Giuseppe Cei (Livorno, 1640 circa – Cortona, 6 marzo 1704) è stato un vescovo cattolico italiano, vescovo di Cortona dal 1695 alla morte.

## Biografia
Nacque a Livorno verso il 1640 e fu ordinato presbitero per la Confederazione dell'oratorio di San Filippo Neri. Il 28 novembre 1695, durante il pontificato di papa Innocenzo XII, fu nominato vescovo di Cortona. Ricevette la consacrazione episcopale il 30 novembre seguente dal cardinale Bandino Panciatici, co-consacranti Michelangelo Mattei, patriarca titolare di Antiochia, e Sperello Sperelli, vescovo di Terni. Resse la diocesi fino alla morte, sopraggiunta il 6 marzo 1704.

## Genealogia episcopale
La genealogia episcopale è:
- Cardinale Scipione Rebiba
- Cardinale Giulio Antonio Santori
- Cardinale Girolamo Bernerio, O.P.
- Arcivescovo Galeazzo Sanvitale
- Cardinale Ludovico Ludovisi
- Cardinale Luigi Caetani
- Cardinale Ulderico Carpegna
- Cardinale Paluzzo Paluzzi Altieri degli Albertoni
- Cardinale Gaspare Carpegna
- Cardinale Bandino Panciatichi
- Vescovo Giuseppe Cei, C.O.